# Siblingerhöhe
Die Siblingerhöhe ist eine Erhebung in der Schweiz auf der von Schaffhausen nach Schleitheim führenden Hauptstrasse 14. Die Siblingerhöhe erreicht 555 m ü. M.
Früher befand sich eine Haltestelle der Strassenbahn Schaffhausen–Schleitheim (1905 bis 1964) auf der Siblingerhöhe, von dieser Zeit zeugt das bis heute erhalten gebliebene Wartehäuschen. 